# Oakley (Idaho)
Oakley è una città degli Stati Uniti d'America, situata nello Stato dell'Idaho, nella Contea di Cassia.